# Какшаалтоо
Какшаалтоо (кирг. Какшаал Тоо.) — гірський хребет у системі Центрального Тянь-Шаню, на кордоні Киргизії і Китаю. Хребет отримав назву від річки Какшаал, яка тече біля південного підніжжя хребта.Також тут протікають річки Сари-джаз, Узенгегуш, які  перетинають хребет в вузьких ущелинах.

## Географія
Протяжність хребта становить близько 400 км, найвища точка — пік Перемоги (7439 м). Хребет складений глинистими сланцями, пісковиками, вапняками, та гранітними інтрузіями. Переважає альпійський рельєф з загальною площею зледеніння 983 км.кв. Весь район, включаючи низини, зона вічної мерзлоти. 
Льодовики як стікають зі схилів хребта, так і лежать на залишках древнього пенеплена на деяких його вершинах. Тут близько сорока льодовиків. Найбільший з них льодовик Чон-Турас має протяжність близько 18 км.
Ложа льодовиків, як правило рівні і по ним досить просто пересуватися. Висоти району доходять до 5982 м (пік Данкова). Перевищення висот доходять до 1500 м. Тут багато стін висотою близько 1000 метрів. Місцевість до висот 4000 м  сильно заболочена. На північному схилі — степи, на південному — лучні степи і альпійські луки.
Клімат різко континентальний. Це одне з найсуворіших місць Тянь-Шаню, які називають Киргизької Арктикою, тому, що температура взимку досягає тут - 60ºС. Середня температура липня - + 4ºС, серпня - + 6ºС, вересня - + 2ºС. Річна сума опадів становить 420 мм.
Рослинність  бідна. Окремі чагарники трапляються в глибоких вузьких ущелинах . З тварин тут мешкають - зайці, бабаки, архари,  гірські козли, зустрічаються вовки, лисиці і ведмеді.
Постійним населенням є прикордонники - застави Каракол і Узенгікууш, комендатура Карасай. Оптимальний час для перебування в районі - кінець липня - перша половина серпня. У нижніх частинах долин зустрічаються рідкісні кочовища пастухів овець, яків, коней і верблюдів. Район слабо освоєний з кількох причин. Головні з яких є суворий клімат, бідні природні ресурси, віддаленість і важкодоступність, прикордонне розташування з Китаєм. Довгі роки район був повністю закритий для альпіністів.
Адміністративно ця територія відноситься до двох районів Киргизстану.  На схід від ущелини Котур розташований Джеті-Огузький район Іссик-Кульської області, а на заході Ат-Башинський район Наринської області. 

## Етимологія
Назва хребта походить від киргизького «Какшаал» — «Грізні гори». В казахській мові - may "гора"

## Історія відкриття і дослідження
У зв'язку із зростанням інтересу Росії до Середньої Азії починаючи з 1856 року туди почали відправлятися експедиції. Першими експедиціями керував П. П. Семенов. Район Західного Кокшалтоо вперше був описаний російським географом А. В. Каульбарсом, який в 1869 році керував експедицією яка вивчала гірський район на південь від річки Нарин.